# Csajághy Béla
Csajághy Béla (Budapest, 1949. október 20. –) magyar bábművész.

## Életpályája
1972-ben végzett a bábszínészképző tanfolyamon, azóta az Állami Bábszínház, majd a jogutód Budapest Bábszínház művésze. 1977-ben megkapta a Balajthy Andor-vándorgyűrűt. Vendégként játszott a Budaörsi Játékszínben és a tatabányai Jászai Mari Színházban is.

## Fontosabb szerepei
- William Shakespeare: Szentivánéji álom... Oberon; Egeus; Ösztövér
- William Shakespeare: A vihar... Sebastian
- Jonathan Swift: Gulliver Liliputban... Gulliver
- Jonathan Swift: Gulliver az óriások földjén... Gulliver
- Homérosz – Garaczi László: Odüsszeusz... Király
- Petőfi Sándor – Szilágyi Dezső: János vitéz... János vitéz
- E. T. A. Hoffmann – Pjotr Iljics Csajkovszkij: Diótörő... Stahlbaum tanácsos; Drosselmeyer bácsi
- Kodály Zoltán: Háry János... Krucifix generális
- Szergej Szergejevics Prokofjev: Hamupipőke... Hírnök; Vadász
- Carlo Gozzi – Heltai Jenő: A szarvaskirály... Brighella, udvarmester
- Tóth Eszter: Piroska és a három kismalac... Pufi
- Charles Perrault – Schneider Jankó – Nagy Viktória Éva: Csizmás Kandúr... Király
- Gimesi Dóra – Arany János: Rózsa és Ibolya... Berkenye, Sáfrány
- Koczogh Ákos: Kalevala – Észak fiai... Fiatal narrátor
- Szilágyi Dezső: Rámájana... Bharata királyfi; Vibhisana, Rávana fia
- Szilágyi Dezső: A pagodák hercege... Indiai herceg
- Csukás István: Süsü, a sárkány... Király, Apasárkány, Kőtörő I.
- Urbán Gyula: Párnamesék... Török császár
- Fehér Klára: Kaland a Tigris bolygón... Tévériporter

## Filmek, tv
- Dús király madara (1988)